# ギャズ (キャンディ)

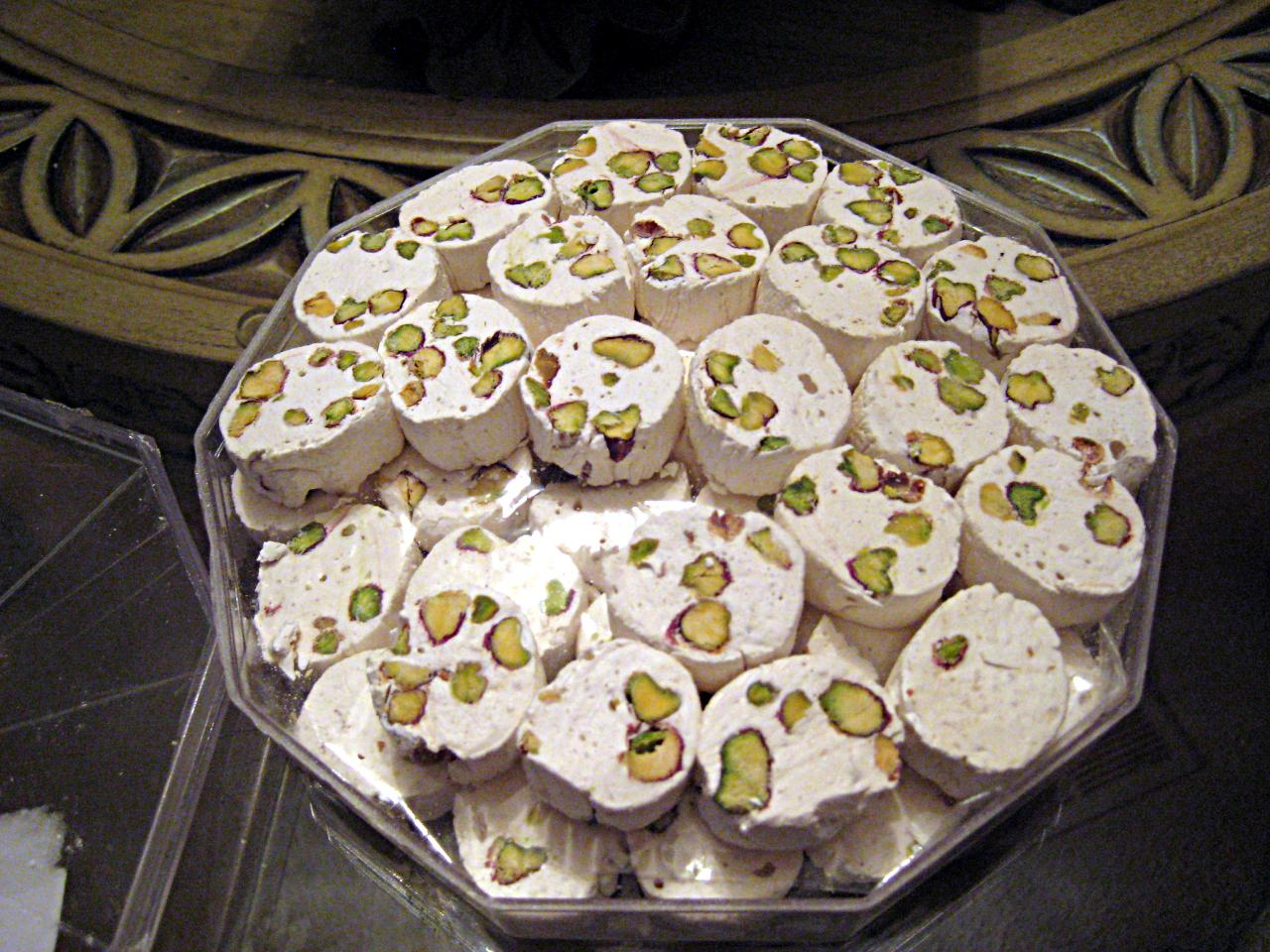
イスファハーンのギャズ

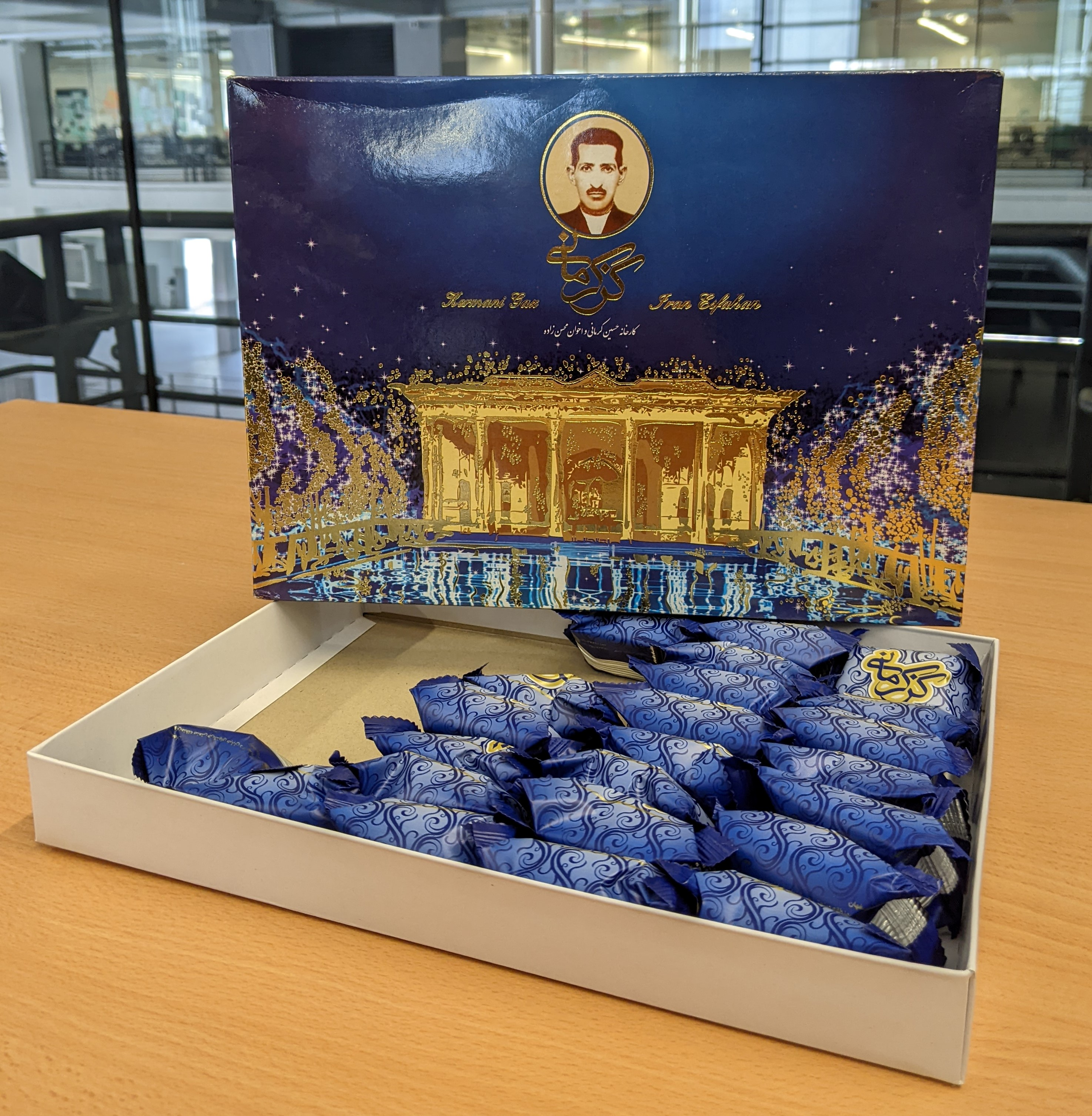
ギャズの箱入り市販品

ギャズ（ペルシア語: گز、英語: gaz）はイランの菓子。イスファハーンの名物。タマリスクの樹液とローズウォーターなどを練り上げた菓子。ピスタチオが入ることもある。
一般的なヌガーに似た外観であるが、硬い食感のヌガーに対し、マシュマロを思わせるようなふわふわとした軟らかい食感が特徴である。ただし、全てのギャズが柔らかいわけではなく「アールディ・ギャズ」と呼ばれるものは硬く、割ってから食べる。
イスファハーンにはピスタチオの割合を指定するなどして、自分の好みに合わせたギャズを作ってくれる菓子店もある。